# Troum
Troum is een Duitse muziekgroep die elektronische muziek maakt, met name drone, ambient, noise, industriële muziek en experimentele muziek.
Troum werd in 1997 in Bremen opgericht door Stefan Knappe (Baraka[H]) en Martin Gitschel (Glit[S]ch), die eerder in het trio Maeror Tri speelden. De groep gebruikt zelden samplers of computers maar ook gitaren, stemmen, accordeon, fluiten, melodica, buitenopnamen en zelfgemaakte instrumenten. Troum trad onder andere op tijdens Incubate en Phobos. De naam van de groep is het oud Duitse woord voor droom. Stefan Knappe is oprichter van Drone Records.